# Óblast de Leópolis
El óblast de Leópolis (en ucraniano: Львівська область, TR: 'Lvívs'ka Óblast') es un óblast (provincia) en el oeste de Ucrania. Se formó el 4 de diciembre de 1939 con la integración de su territorio a la RSS de Ucrania, su capital es Leópolis.

## Historia
El territorio del óblast de Leópolis es mencionado por primera vez en 1256 cuando formaba parte de la Rus de Kiev. En 1349, quedó bajo control polaco durante un largo periodo de tiempo hasta 1772 cuando pasó a manos austriacas, durante este periodo se convirtió en un importante lugar sociocultural.
En 1914, fue ocupada por el Imperio ruso y más tarde después de su desintegración en 1918 la República Popular de Ucrania Occidental intentó establecerse en la capital del óblast, Leópolis, pero fracasó. Entre 1918 y 1939, el territorio del actual óblast de Leópolis formó parte de Polonia como voivodato de Leópolis. En 1939, tras la invasión soviética de Polonia de 1939 el óblast se incorporó a la RSS de Ucrania y se repobló con población ucraniana. Actualmente es una de las veintidós óblast de Ucrania.

## Cultura
En 2008 la región según el departamento de estadísticas contenía las siguientes instituciones culturales:
- 17 museos
- 11 teatros
- 1374 bibliotecas
- 13 organizaciones de conciertos
- 1397 clubes

## Geografía

### Biodiversidad y clima
El clima del  óblast de Leópolis es moderadamente frío y húmedo. La temperatura media en el mes de enero es de -5 °C mientras que en el mes de julio es de 17 °C. El clima es favorable para el cultivo de remolacha azucarera, trigo de invierno, lino, centeno, repollo, y manzana. En cambio, hace demasiado frío para cultivar maíz, girasol, uvas, melón, sandía o melocotones. En los montes Cárpatos la temporada de esquí es de entre 3 y 4 meses.

### Demografía

#### Nacionalidades
La diversidad de nacionalidades y etnias en el óblast según el censo del año 2001 es la siguiente:
| Nacionalidad | Cantidad de habitantes | %         |
| ------------ | ---------------------- | --------- |
| Ucranianos   | 2 471 033              | 94,82%    |
| Rusos        | 92 565                 | 3,55%     |
| Polacos      | 18 948                 | 0,73%     |
| Bielorrusos  | 5 437                  | 0,21%     |
| Judíos       | 2 212                  | 0,08%     |
| Otros        | 15 761                 | 0,61%     |
| Total        | 2 605 956              | 2 605 956 |

#### Edad de la población
- De 0 a 14 años: 15,7% (🚹 202 923 hombres / 🚺 193 000 mujeres)
- De 15 a 64 años: 70,0% (🚹 867 699 hombres / 🚺 897 788 mujeres)
- Más de 65 años: 14,3% (🚹 122 906 hombres / 🚺 238 016 mujeres)

#### Edad media de la población
- Total: 38,0 años
- Hombres: 35,2 años
- Mujeres: 40,9 años

## Subdivisiones
Antes de 2020, se dividía en 9 ciudades de importancia regional y 20 raiones. Tras la reforma territorial de 2020, el óblast de Leópolis se divide en los siguientes siete raiones:
| Mapa del óblast       | Raión              | Capital   | Superficie en km² | Habitantes | Habitantes por km² |
| --------------------- | ------------------ | --------- | ----------------- | ---------- | ------------------ |
|                       | Raión de Drohóbych | Drohóbych | 1 493             | 237 409    | 159                |
| Raión de Zólochiv     | Zólochiv           | 2 888     | 162 040           | 56,10      |                    |
| Raión de Yávoriv      | Yávoriv            | 2373,2    | 180 252           | 75,95      |                    |
| Raión de Sámbir       | Sámbir             | 3247,1    | 225 925           | 69,6       |                    |
| Raión de Stryi        | Stryi              | 3854      | 325 491           | 84,46      |                    |
| Raión de Leópolis     | Leópolis           | 4976,2    | 1 149 976         | 231,1      |                    |
| Raión de Chervonohrad | Chervonohrad       | 2996,8    | 230 991           | 77,08      |                    |